# Leptura daliensis
Leptura daliensis är en skalbaggsart som beskrevs av Holzschuh 1998. Leptura daliensis ingår i släktet Leptura och familjen långhorningar. Inga underarter finns listade i Catalogue of Life.